# Bille August

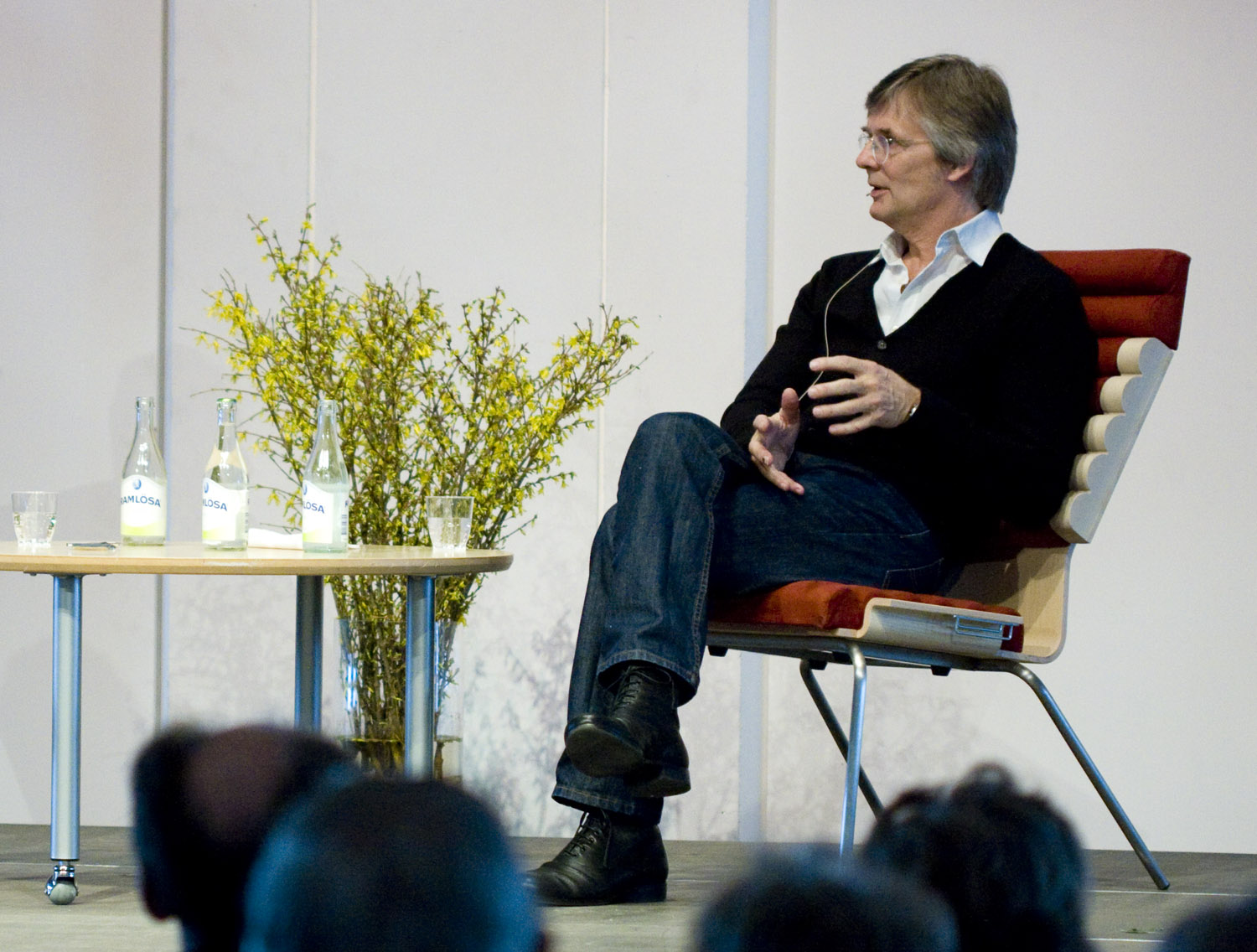
Bille August

Bille August (* 9 november 1948) is een Deense film- en televisieregisseur.

## Filmografie
Voorbeelden van zijn werk zijn:
- 1984 - Busters verden (De wereld van de Buster)
  - gebaseerd op het boek van de Deense schrijver Bjarne Reuter
- 1987 - Pelle Erobreren (Pelle de Veroveraar)
  - gebaseerd op een roman van de Deense schrijver Martin Andersen Nexø
  - won de Gouden Palm op het filmfestival van Cannes en een Oscar voor de Beste Film in een vreemde taal
- 1991 - Den goda viljan (De Beste Bedoelingen)
  - manuscript door Ingmar Bergman.
  - won de Gouden Palm op het filmfestival van Cannes.
- 1993 - The House of the Spirits
  - gebaseerd op een roman van de Chileense schrijfster Isabel Allende.
- 1996 -  Jerusalem
  - gebaseerd op de gelijknamige tweedelige roman van de Zweedse schrijfster Selma Lagerlöf.
- 1997 - Smilla's Sense of Snow
  - gebaseerd op een roman van de Deense schrijver Peter Høeg.
- 1998 - Les Misérables
  - gebaseerd op de gelijknamige roman (1862) van Victor Hugo.
- 2001 - En sång för Martin (Een Lied voor Martin)
- 2004 - Return to Sender
- 2007 - Goodbye Bafana
- 2012 - The Passion of Marie
- 2013 - Night Train to Lisbon
  - Gebaseerd op de roman Nachttrein naar Lissabon van Pascal Mercier
- 2014 - Silent heart (Stille hjerte)
- 2017 - The Chinese Widow
- 2017 - 55 Steps
- 2018 - A Fortunate Man (Lykke-Per)

- Bibsys: 90744919
- Biblioteca Nacional de España: XX1267014
- Bibliothèque nationale de France: cb13172910g (data)
- CiNii: DA12626676
- Gemeinsame Normdatei: 119180340
- International Standard Name Identifier: 0000 0001 1033 2787
- Library of Congress Control Number: n92062443
- MusicBrainz: 2528d12d-b500-4738-9fce-b7e98478b2aa
- Nationale Bibliotheek van Tsjechië: ola2002150272
- Nationale Bibliotheek van Israël: 987007449429905171
- Nationale Bibliotheek van Polen: a0000001725404
- Nederlandse Thesaurus van Auteursnamen: 073117749
- Istituto Centrale per il Catalogo Unico: RAVV105187
- LIBRIS: 360219
- SNAC: w65j0qw7
- Système universitaire de documentation: 035187999
- Trove: 1200405
- Virtual International Authority File: 116980208
- WorldCat: E39PBJyxc7WHkQRHg4Xw6hCCwC